# Comuna Rače-Fram
Rače-Fram (Občina Rače-Fram) este o comună din Slovenia, cu o populație de 6.516 locuitori (22.07.2004).

## Localități
Brezula, Fram, Ješenca, Kopivnik, Loka pri Framu, Morje, Planica, Podova, Požeg, Rače, Ranče, Spodnja Gorica, Šestdobe, Zgornja Gorica